# Liste der Naturdenkmale in Flomborn
Die Liste der Naturdenkmale in Flomborn nennt die im Gemeindegebiet von Flomborn ausgewiesenen Naturdenkmale (Stand 17. Februar 2024).

## Naturdenkmale
| Nr.         | Bezeichnung                                   | Lage                                  | Beschreibung                                                                  | Bild                                    |
| ----------- | --------------------------------------------- | ------------------------------------- | ----------------------------------------------------------------------------- | --------------------------------------- |
| ND-7331-420 | Winterlinden auf dem Friedhof                 | Langgasse Lage                        | Tilia cordata, zwei Bäume                                                     | Direkt Bild zu diesem Denkmal hochladen |
| ND-7331-473 | Tertiärkalkgruppe mit Ödland auf dem Goldberg | östlich des Ortes; Flur Goldberg Lage | flächenhaftes Naturdenkmal, ca. 0,2 ha; teilweise auf Gundersheimer Gemarkung | Direkt Bild zu diesem Denkmal hochladen |